# アゴスティーノ・ヴェネツィアーノ

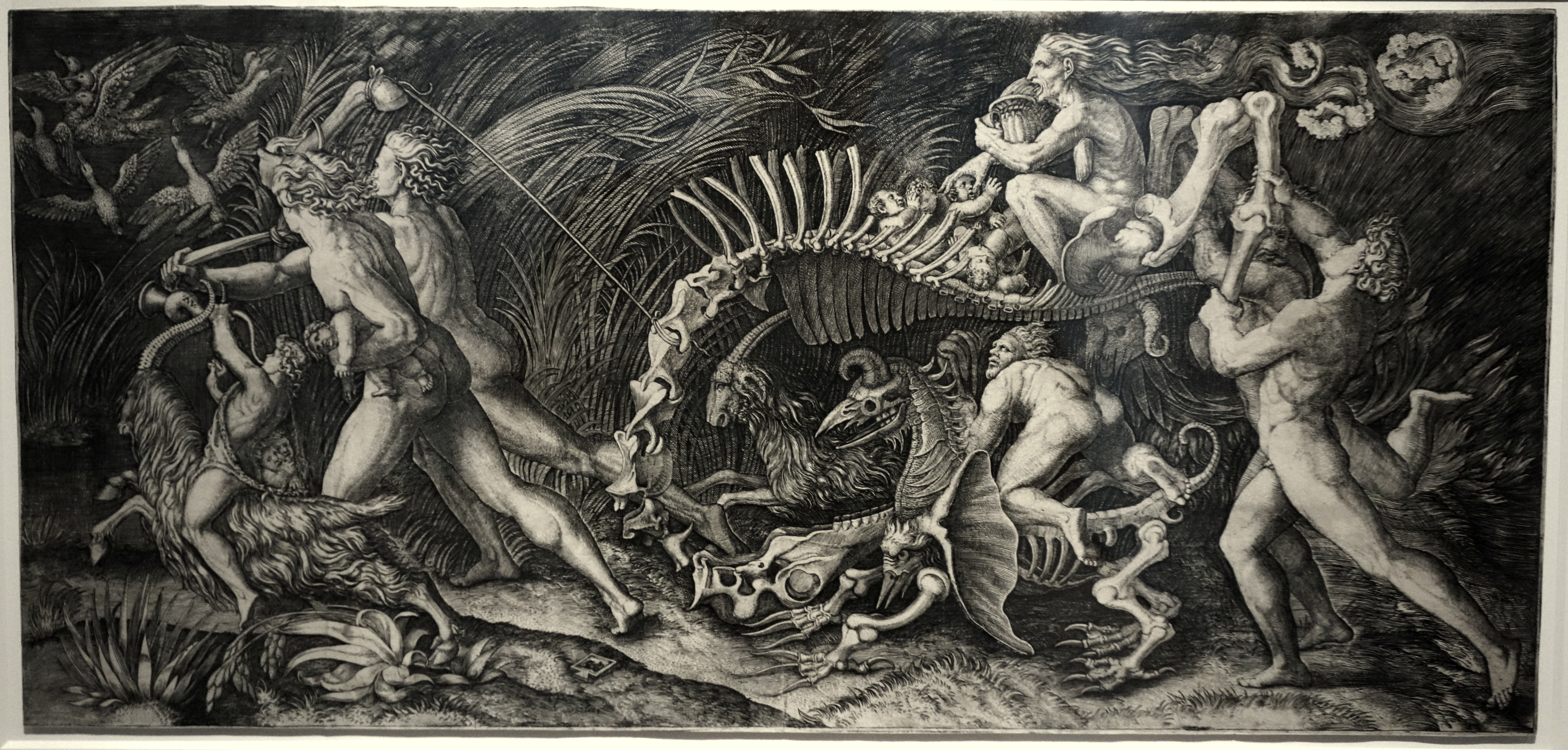
ヴェネツィアーノ作「魔女の集会（ストレゴッツォ）」、国立西洋美術館蔵

アゴスティーノ・ヴェネツィアーノとして知られる アゴスティーノ・ディ・ムシ（通称: Agostino Veneziano、本名は Agostino di Musi、姓は dei Musiや Musisとも、1490年頃 – 1540年頃）は、イタリアの版画家である。

## 略歴
ヴェネツィアで生まれ、ヴェネツィアで絵を学んだと考えられているが、誰から学んだかについては知られていない。通称の「ヴェネツィアーノ」はヴェネツィア出身であるところから来ている。1512年ころから、当時人気のあった版画家のアルブレヒト・デューラー(1471-1528)やジュリオ・カンパニョーラ(1482-1515)の作品の複製の制作をはじめ、その後、カンパニョーラのスタイルで自らの作品を制作するようになった。フィレンツェにも滞在した後、1514年か1516年までにはローマに移り、マルカントニオ・ライモンディ(c.147-c.1534)の工房で働くようになった。1527年にローマがカール5世の軍隊による「ローマ劫掠」にあうまでライモンディの工房の最も重要なメンバーであった。アゴスティーノ・ヴェネツィアーノはローマからヴェネツィアへ逃れ、1531年にローマに戻るまで、マントヴァやフィレンツェを訪れた。その後すくなくとも1536年までローマにいた記録があり、ローマで亡くなったと考えられている。ローマ劫掠によってもヴェネツィアーノの制作した銅版は、奪われたり、溶かされたりすることなくその後も版画制作に用いられた。
署名や日付がある作品だけでも約140点の作品が残されている。ラファエロ・サンティ(1483-1520)がデザインしたタペストリや絵画にもとづく版画やジュリオ・ロマーノ(c.1499-1546)の作品にもとづいた版画作品も制作した。

## 作品

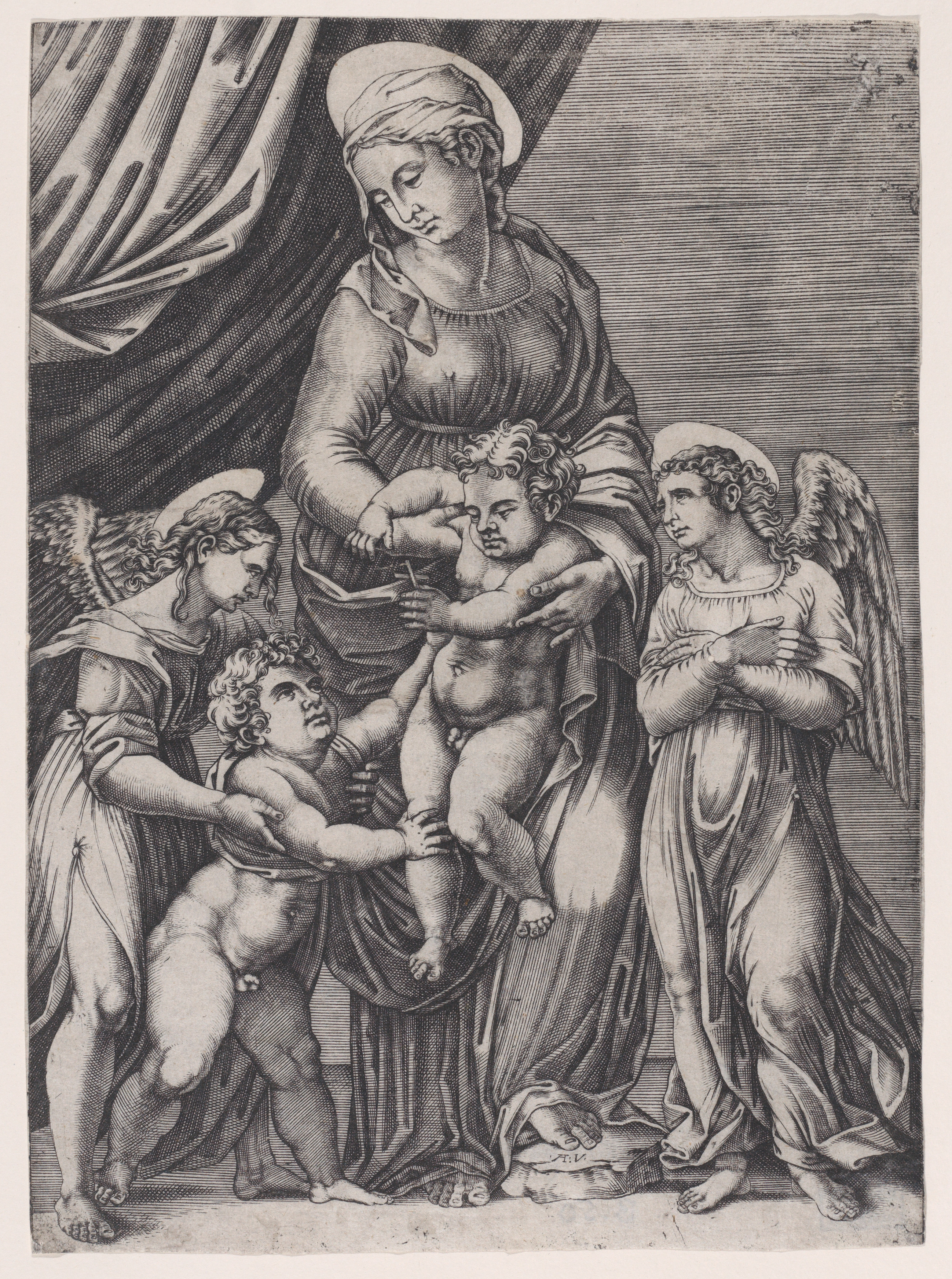
聖母子と幼ない聖ヨハネと天使
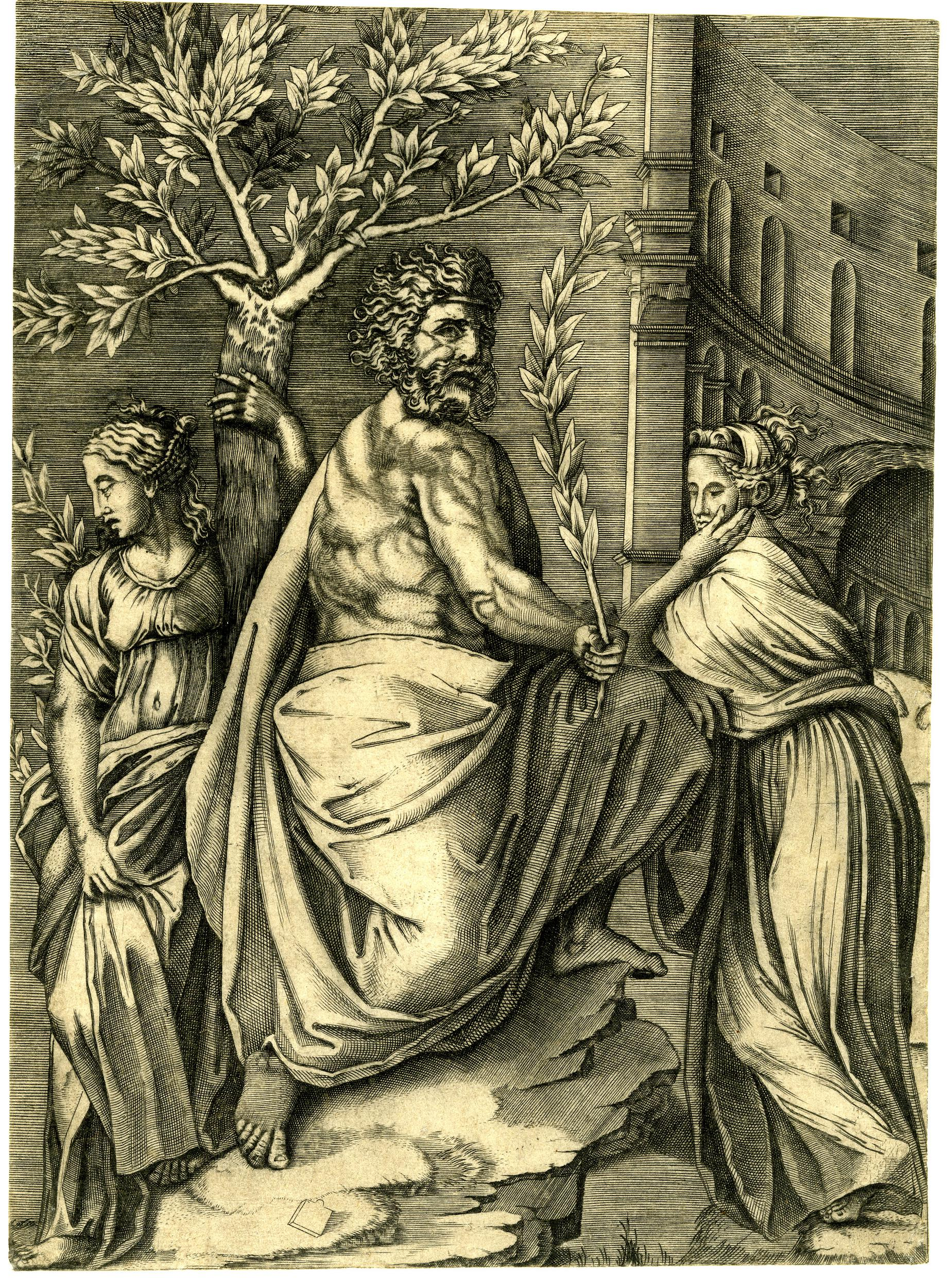
オリーブの枝を持つ髭の男
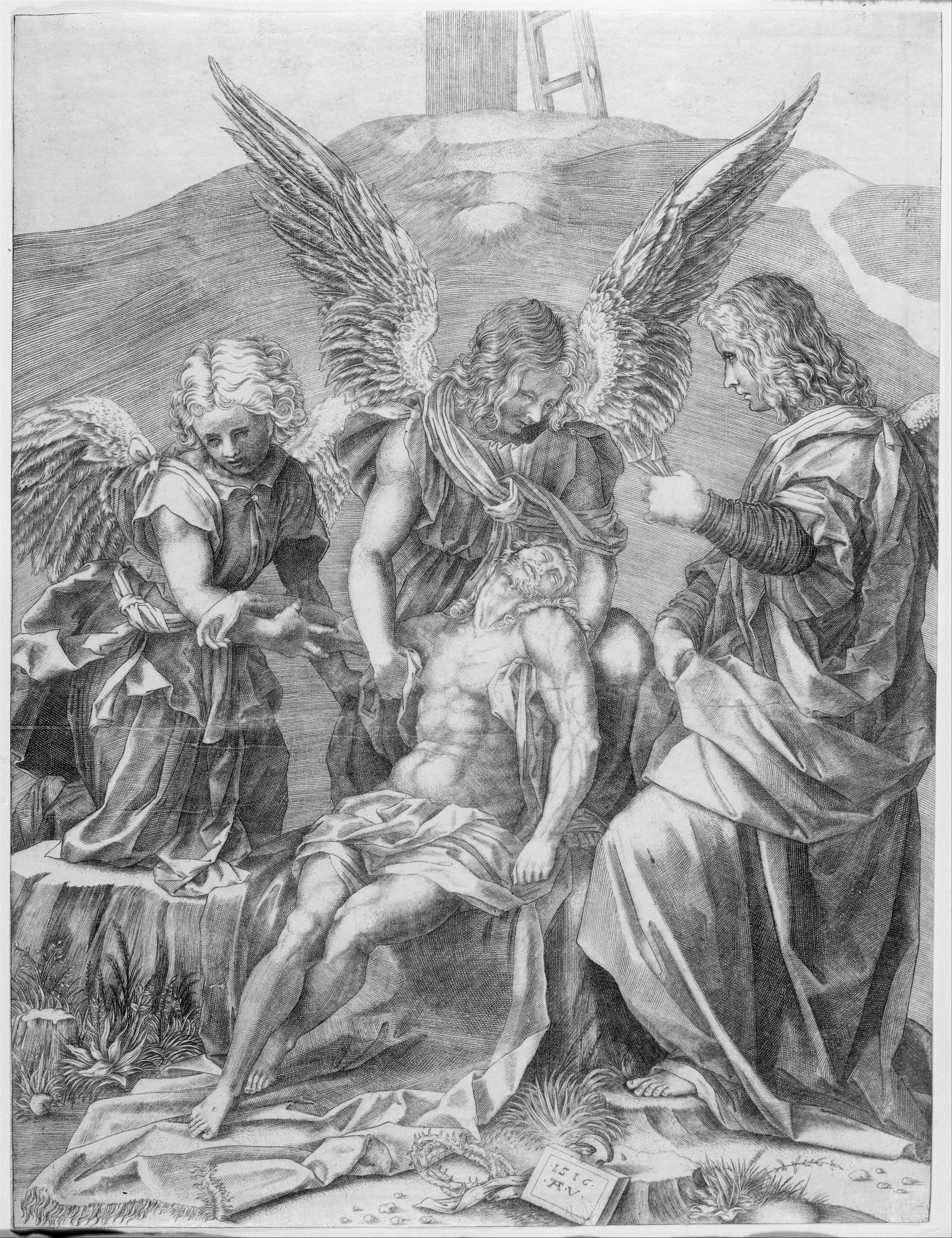
3人の天使に支えられるキリスト